# 卡爾·內哈默
卡爾·內哈默（德語：Karl Nehammer，發音：[kaɐ̯l ˈneːhamɐ]；1972年10月18日—）是一名奧地利政治人物，曾領導中間偏右的奧地利人民黨並擔任內閣總理。此前歷任人民黨總書記、國會議員、聯邦內政部長。2025年1月4日，內哈默在社群平台X發布的影片聲明中表示，將在未來幾天辭去總理和人民黨的黨魁一職。